# Fosterella vasquezii
Fosterella vasquezii är en gräsväxtart som beskrevs av Elvira Angela Gross och Pierre Leonhard Ibisch. Fosterella vasquezii ingår i släktet Fosterella och familjen Bromeliaceae.
Artens utbredningsområde är Bolivia. Inga underarter finns listade i Catalogue of Life.